# Månglare

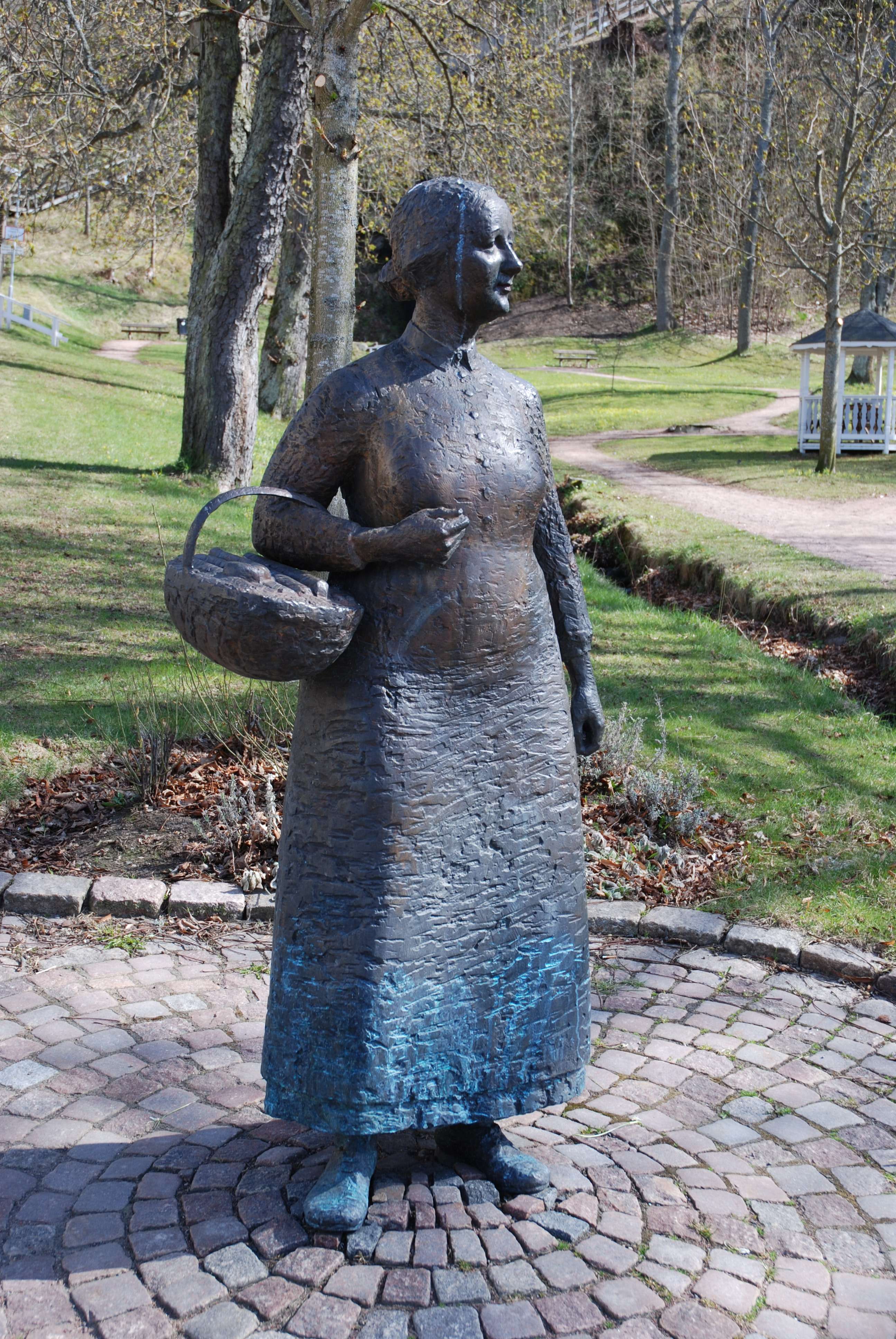
Amalia Eriksson, den kanske mest kända av alla svenska månglerskor.

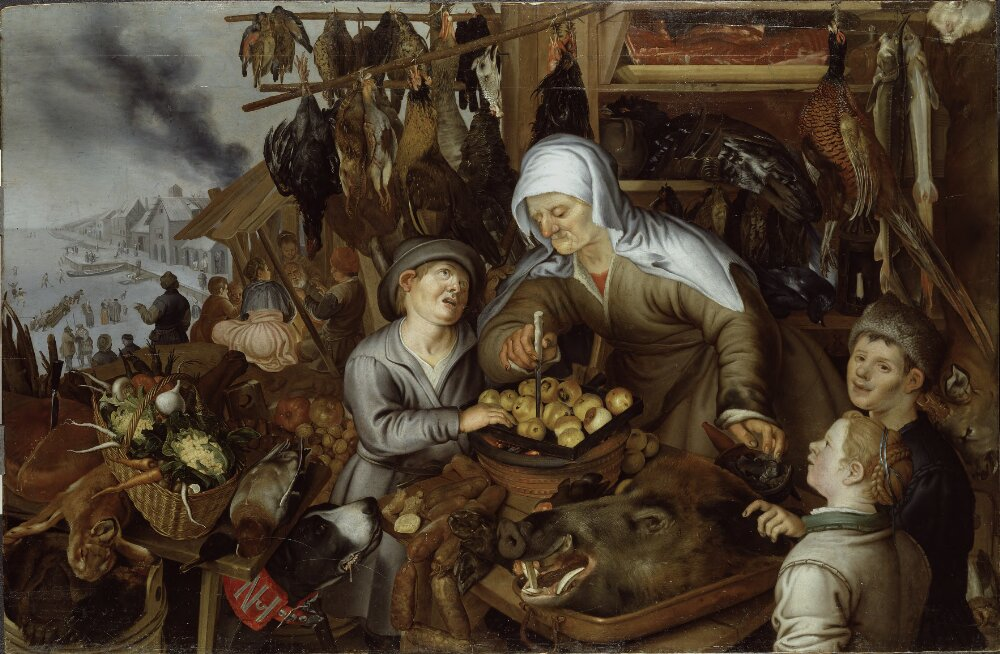
Okänd - Månglerska i sitt torgstånd - NMLä 363 - Nationalmuseum

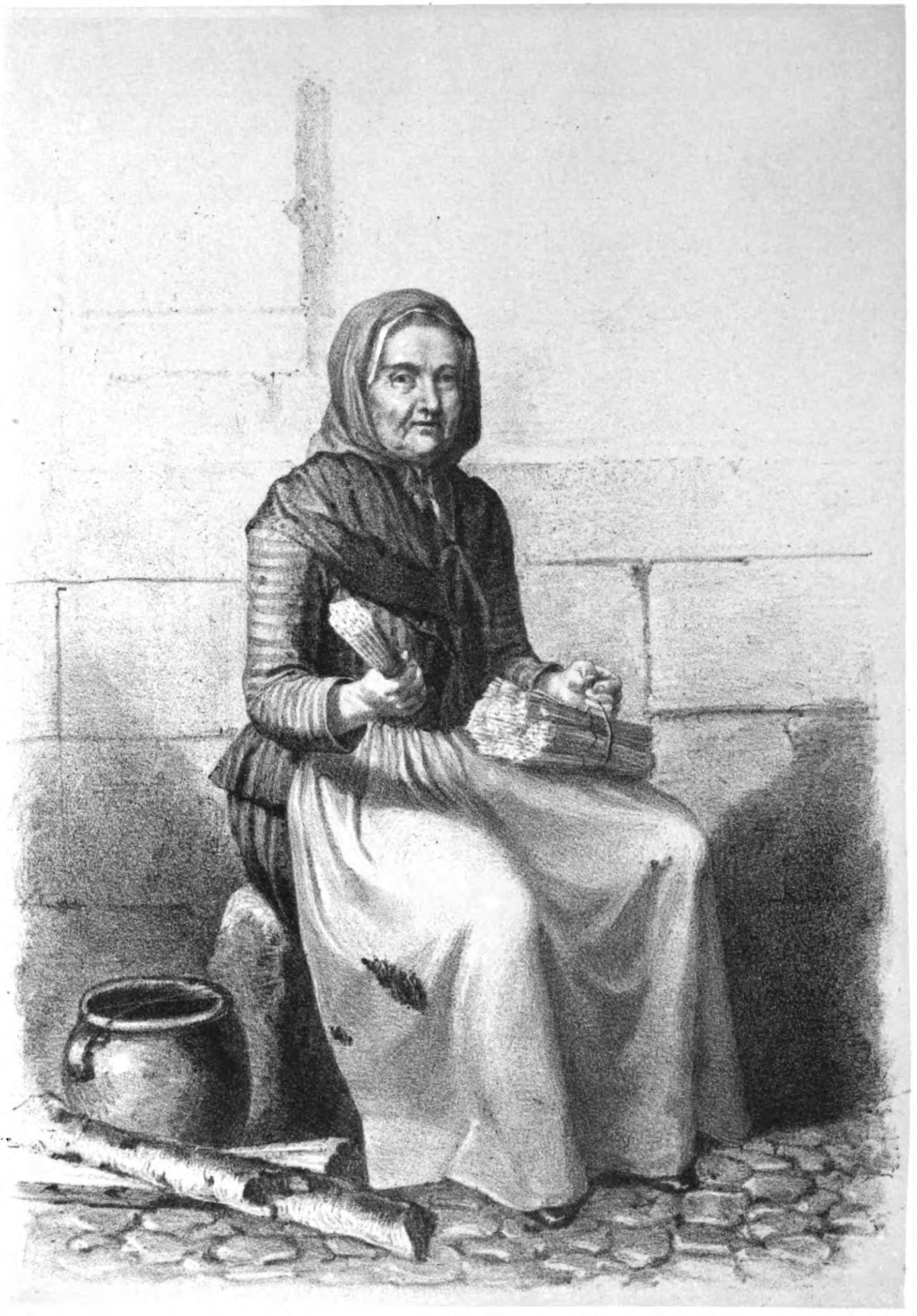
En svafvelsticksförsäljerska - Pehr Hilleström

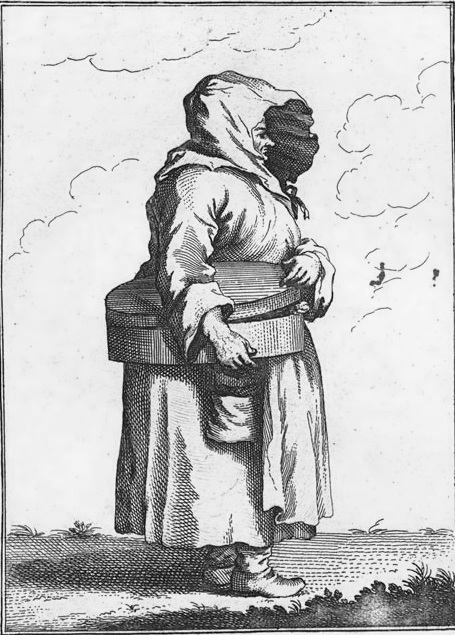
Bakelse-Jeanna av Johan Gustaf Ruckman

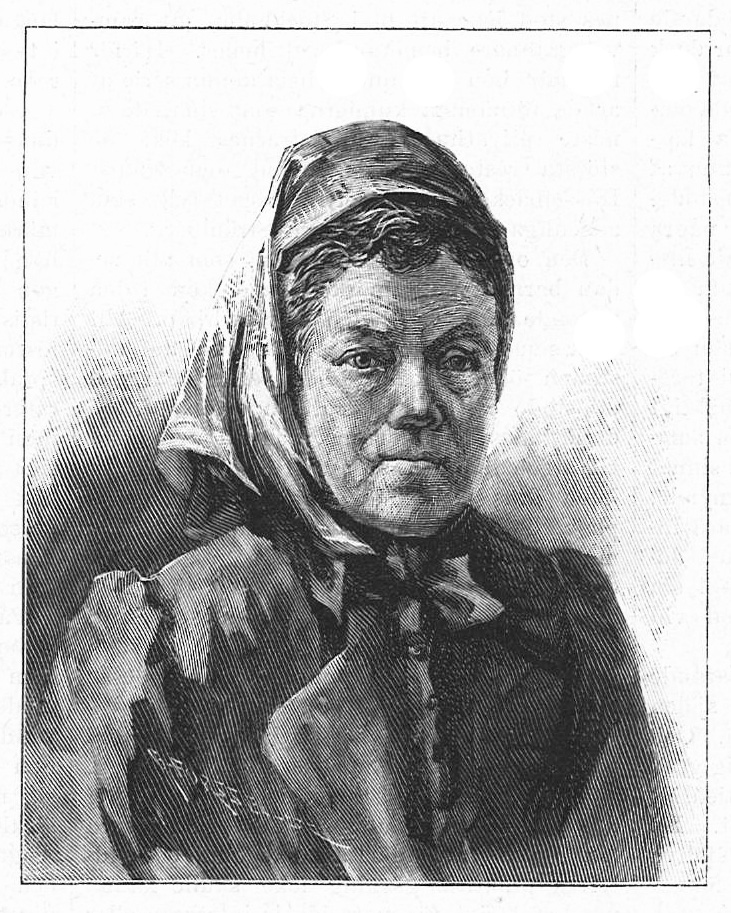
Johanna Strömberg

Månglare, småhandlare, var ett historiskt yrke. Kvinnliga månglare kallades allmänt för månglerskor. En månglare var en person som med tillstånd från stadens myndigheter bedrev handel utan medlemskap i stadens burskap eller skråväsen. Månglare bedrev torghandel och kategoriserades som småhandlare inom detaljhandeln. Detta yrke upphävdes i Sverige genom näringsfrihetslagen 1864.

## Ursprung och definition
Under medeltiden förmodas månglare ha varit det allmänna namnet för dem som sålde borgarnas varor på stadens torg och gator. En del månglare tillverkade själva sina produkter. Detta yrke stod utanför borgarnas burskap och reglerades därför för att inte inkräkta på borgarnas rättigheter. De månglare som tillverkade och sålde egna varor fick endast handla med varor som stod utanför borgarnas. Det handlade om detaljhandel med matvaror som sylt, frukt och andra matvaror utanför de traditionella borgerliga näringarna.
Månglare definierades i lag i Sverige 1570 som en stadsbo som sysslade med torghandel och blev samma år hänvisade från gatorna till just torgen. Lagen av år 1623 slog fast att månglaryrket skulle reserveras för de fattiga och nödlidande som annars inte kunde försörja sig. Verksamheten reglerades så utifrån det antal som bedömdes som lönsamt för varje stad, och en rad andra förordningar.
En månglare kunde vara både en gående månglare, "kringående månglari", som sålde varor från en korg; en sittande månglare, "sittande mångleri", som sålde varor sittande bakom ett stånd på marknadsplatsen; och en månglare med bod, "försäljning i bod", som sålde inomhus i butik.
Till skillnad från en kontingentborgare, som hade tillstånd att bedriva storhandel och företag, var en månglare en småhandlare som bedrev torghandel från en bod, ett stånd eller från en korg på gatan. Verksamheten var en småhandel med varor som stod utanför borgerskapets rättigheter, och den reglerades för att säkra att den inte inkräktade på rättigheterna hos de försäljare som var medlemmar i stadens burskap.

## Kvinnomonopol
Det var vanligt att en handlare tillverkade varor som sedan såldes av hans hustru eller kvinnliga anhöriga. Månglaryrket var därför redan från början vanligt för kvinnor. Genom kramhandelsregementet 1749 genomfördes en reform i Stockholm. Månglaryrket, som dittills varit reserverat för fattiga med försörjningsbehov oavsett kön, blev nu nästan reserverat för fattiga kvinnor som inte kunde försörja sig själva, och som skulle ges företräde framför män. Yrket kallades här "nipperhandel". En månglare skulle sälja "nipper" eller "kram": begagnade kläder, sytillbehör, billiga prydnadsföremål, småornament, stickade arbeten, knappar, kragar, band, smycken, frukt och kakor.
Enligt en regel från 1760 kunde kvinnor som var i behov av att försörja sig få tillstånd av Handelskollegium att bedriva mångleri med fågel, grisar, blötfisk, ostron, hummer, kräftor, ägg, nötter, nålar, nipper som knappar och band: de skulle bära sitt tillstånd som en bläckbricka om höger arm. De fick inte anställa män, eller ogifta arbetsföra kvinnor i sin rörelse, och förbudet mot att anställa och delegera arbetet till andra fungerade som en hämmande effekt och gjorde att rörelsen sällan växte sig större än vad som behövdes för självförsörjning. 
Villkoret för att få tillstånd var att den sökande skulle kunna visa att hon var i behov av att kunna försörja sig. Det vanligaste yrket för en arbetande kvinna var det som piga, men att arbeta som piga ansågs inte passande för en gift kvinna eller änka, som därför behövde en annan typ av försörjning. De allra flesta tillstånd gavs till gifta kvinnor med arbetsoförmögna män, frånskilda eller änkor. Gifta kvinnor var tvungna att få makens tillstånd om de fortfarande levde med varandra, liksom var fallet inom annat yrksutövande för gifta kvinnor vid denna tid. I det fall maken var frånvarande eller hade övergivit kvinnan kunde hon dock få tillstånd utan hans medgivande. Det förekom till exempel ofta att hustrur till sjömän, som inte kunde försörja sig under makens utlandsvistelse, fick detta tillstånd. 
Ogifta kvinnor under tjugofem fick normalt inte tillstånd till mångleri, eftersom de förväntades arbeta som pigor istället. Det hände dock att ogifta kvinnor fick tillstånd, men i dessa fall var det nödvändigt att de ansökte om att bli myndigförklarade först. Ett exempel är den ogifta Charlotta Christina Boberg, som vid 24 års ålder 1840 sökte tillstånd att driva eget fruktmångleri efter att i 15 år hjälpt sin faster med sitt: hon beviljades tillstånd sedan en läkare intygat hennes dåliga hälsa (hon hade i själva verket just fött barn) och ansökte också om att bli myndigförklarad 1842. Hon byggde upp en av Drottninggatans främsta fruktbutiker och avled rik vid 82 års ålder.
Månglerskorna var övervakade av de manliga skråanslutna försäljarna, som noterade att de inte inkräktade på deras område och skötte bokföringen korrekt. Det fanns en viss rivalitet mellan månglarna och siden- och kramhandlarna, som i viss mån handlade med likartade varor och därför försökte inskränka månglarnas tillstånd. År 1819 fanns det 253 månglerskor i Stockholm, och 1839 var de 268: endast en fjärdedel sålde från en bod, medan de övriga sålde från en korg.
Syftet med mångleriet var att erbjuda en möjlighet till självförsörjning och så fungerade det också för de flesta månglare. Det var ovanligt för en månglare att lyckas utvidga mångleriet till att bli välbärgad, men det fanns ändå exempel på månglare som lyckades bygga upp en stor rörelse. Exempel på sådana månglare var Maria Elisabeth Boberg och hennes brorsdotter Charlotta Christian Boberg.
Även om kvinnorna utgjorde en majoritet av månglarna, var yrket aldrig formellt reserverat för kvinnor. Tidsperioden 1819-1846 fanns elva manliga månglare listade för Stockholms stad.

## Upplösning
Fram till Handelsordningen 1846 utfärdades tillstånd ganska strikt utifrån vad som betraktades som lönsamt och utifrån behovet hos den sökande att kunna försörja sig själv.
Efter Handelsordningen 1846 utfärdades tillstånd frikostigt till de som sökte. Reformen innebar en förändring i vem som blev månglare: medan tillstånden tidigare främst hade getts till kvinnor gifta med arbetsoförmögna män och frånskilda och endast undantagsvis till ogifta kvinnor, blev de efter 1846 vanligast att ge dem till (myndigförklarade) ogifta kvinnor och änkor, medan gifta kvinnor från 1846 var tvungna att få sin makes tillstånd, något som inte hade varit nödvändigt före 1846 eftersom det då gavs av myndigheterna till kvinnor gifta med män som inte kunde eller ville försörja dem eller som var frånvarande.
Efter 1864 års näringsförordning upplöstes det rent formella yrket månglare, man behövde inte längre söka tillstånd, och stånden och bodarna kunde omvandlas till butiker.

## Fiktion
Kajsa Kavat, en karaktär skapad av den svenska barnboksförfattarinnan Astrid Lindgren, var fosterbarn till en månglerska som sålde godis.